# The Battle for Everything
The Battle for Everything a Five for Fighting művésznevű amerikai énekes-zeneszerző John Ondrasik 2004-ben megjelent stúdióalbuma.
Miután az America Town platinalemez lett Amerikában, Ondrasik a stúdióba ment a producerével Bill Bottrel-rel, aki többek között Sheryl Crow producere is. A The Battle for Everything 2004. február 3-ától volt megvásárolható az amerikai lemezboltokban..
Az album a 20. helyen debütált a Billboard 200-as listáján a Amerikában 2004 február havában. Az albumról a 100 Years című szám vált ismertté, és a 40. helyet foglalta el a Billboard Hot 100-as listán.
A The Battle for Everything aranylemez lett 2004. november 5-én.

## Dalok
1. NYC Weather Report  – 4:53
2. The Devil in the Wishing Well  – 3:31
3. If God Made You  – 4:17
4. 100 Years  – 4:05
5. Angels & Girlfriends  – 3:29
6. Dying  – 3:18
7. Infidel  – 3:33
8. Disneyland  – 3:53
9. Maybe I  – 4:30
10. The Taste  – 3:10
11. One More for Love  – 4:13
12. Nobody  – 5:10

### Bónusz lemez
1. "Silent Night"  – 3:42
2. "Superman (It's Not Easy) (Acoustic)"  – 3:43
3. "Something About You"  – 4:01
4. "Sister Sunshine"  – 2:58
5. "2 + 2 Makes Five"  – 2:41

## Külső hivatkozások
- Five for Fighting hivatalos honlap
- Allmusic.com Five for Fighting össze lemeze[halott link]